# Kaj Leo í Bartalsstovu
Kaj Leo í Bartalsstovu (Vágur, 23 de junio de 1991) es un futbolista feroés que juega de delantero en el UMF Njarðvík de la 1. deild karla.

## Selección nacional
Bartalsstovu fue internacional sub-21 con la selección de fútbol de las Islas Feroe, antes de convertirse en internacional absoluto el 1 de marzo de 2014, en un partido amistoso frente a la selección de fútbol de Gibraltar.

## Clubes
| Club               | País        | Año       |
| ------------------ | ----------- | --------- |
| Víkingur Gøta      | Islas Feroe | 2010-2014 |
| Levanger FK        | Noruega     | 2014-2016 |
| Dinamo de Bucarest | Rumania     | 2016      |
| FH Hafnarfjörður   | Islandia    | 2016      |
| ÍBV Vestmannæyjar  | Islandia    | 2017-2018 |
| Valur Reykjavík    | Islandia    | 2019-2021 |
| ÍA Akranes         | Islandia    | 2022      |
| Leiknir Reykjavík  | Islandia    | 2023      |
| UMF Njarðvík       | Islandia    | 2023-     |

## Palmarés

### Títulos nacionales
| Título              | Club              | País        | Año  |
| ------------------- | ----------------- | ----------- | ---- |
| Copa de Islas Feroe | Víkingur Gøta     | Islas Feroe | 2012 |
| Copa de Islas Feroe | Víkingur Gøta     | Islas Feroe | 2013 |
| Úrvalsdeild Karla   | FH Hafnarfjörður  | Islandia    | 2016 |
| Copa de Islandia    | ÍBV Vestmannæyjar | Islandia    | 2017 |